# Arturo Suqué
Arturo Suqué Anguera (Barcelona, España, 1903-id, 10 de julio de 1974) fue un deportista y empresario textil español.

## Biografía
Nació en 1903 en el seno de una notable familia del sector de la industrial textil. Continuó el negocio familiar —su padre había fundado la empresa Hilados Algodón—, ampliando sus actividades en otros campos económicos, en especial la exportación de vinos de Jerez.
En su juventud destacó como jugador de tenis, siendo miembro del Lawn-Tennis Club Barcelona. Con Alfredo Riera como pareja fue bicampeón de Cataluña de dobles, en 1932 y 1933. En 1933 participó con el equipo español de Copa Davis en una eliminatoria clasificatoria para la edición de 1934, que se saldó con victoria de Austria por 5-0. Fue también un gran aficionado al automovilismo, formando parte de la popular Penya Rihn y corriendo en algunas de las pruebas que esta organizaba, como la Subida en cuesta a la Rabassada.
En 1959 ingresó como vicepresidente en la junta directiva del FC Barcelona encabezada por Francesc Miró-Sans. Tras la dimisión de este, en febrero de 1961, formó parte de la comisión gestora que durante cuatro meses dirigió el club, hasta la elección de Enric Llaudet como nuevo presidente.